# Icon Productions
Icon Productions LLC (Айкон Продакшенс) — американская независимая производственная кинокомпания, основанная в августе 1989 года актёром и режиссёром Мелом Гибсоном и его австралийским партнёром по производству Брюсом Дэйви.

## История
Компания Icon Productions была основана в 1989 году. Тогда у Гибсона появились проблемы с финансированием фильма Франко Дзеффирелли «Гамлет». По словам Дэйви, «Мел хотел создать «Гамлета» при помощи агента в Голливуде, который мог помочь ему справиться с этим за 5 минут. Довольно трудно заставить кого-то дать Вам денег, чтобы создать подобный фильм. Я говорил ему, раз он захотел чтобы это случилось, кто-то должен был закатать рукава и найти финансирование, и он спросил меня, хотел бы я сотрудничать с ним, и я согласился».
Логотипом кинокомпании Icon Productions является фрагмент Владимирской иконы Божией Матери.

## Фильмография
1990
- Гамлет / Hamlet

1992
- Вечно молодой / Forever Young

1993
- Человек без лица / The Man Without a Face
- Крылатые роллеры / Airborne

1994
- Мэверик / Maverick
- Бессмертная возлюбленная / Immortal Beloved

1995
- Храброе сердце / Braveheart
- Как стать аборигеном? / Dad and Dave: On Our Selection

1997
- Анна Каренина / Anna Karenina
- 187 / 187
- Волшебная история / FairyTale: A True Story
- Мир Spice Girls / Spice World

1998
- Час пик / Rush Hour

1999
- Идеальный муж / An Ideal Husband
- Обыкновенный преступник / Ordinary Decent Criminal
- Путешествие Фелиции / Felicia’s Journey
- Расплата / Payback

2000
- Отель «Миллион долларов» / The Million Dollar Hotel
- Спаси и сохрани / Bless the Child
- Чего хотят женщины / What Women Want
- Чудотворец / The Miracle Maker (Icon Entertainment International)

2002
- Мы были солдатами / We Were Soldiers

2003
- Поющий детектив / The Singing Detective

2004
- Страсти Христовы / The Passion of the Christ
- Папарацци / Paparazzi

2006
- Апокалипсис / Apocalypto

2007
- Любовь и сигареты / Romance & Cigarettes (Icon Entertainment International)
- Мост в Терабитию / Bridge to Terabithia
- Водопад Ангела / Seraphim Falls
- Выкуп / Butterfly on a Wheel

2008
- Чёрный шар / The Black Balloon (Icon Entertainment International)
- Охотники на драконов / Dragon Hunters (Icon Entertainment International)

2009
- Пятое измерение / Push
- Мэри и Макс / Mary and Max
- Инвазия / Infestation

2010
- Возмездие / Edge of Darkness

2011
- Кориолан / Coriolanus

2012
- Весёлые каникулы

2014
- Обитель проклятых

2015
- Мистер Холмс

2016
- Неоновый демон
- Славные парни
- Дорожные игры
- Город тусклых огней
- По соображениям совести

2017
- В поисках Фатимы
- Профессор и безумец